# Fünfte Internationale
Fünfte Internationale ist ein Begriff, der linke Radikale bezeichnet, die eine neue internationale Arbeitsorganisation schaffen wollen, die auf der Ideologie des Marxismus-Leninismus und des Trotzkismus basiert, sowie derjenigen, die sich als Anhänger der Ersten, Zweiten, Dritten (Kommunistischen) und Vierten (Trotzkischen) Internationale betrachten.

Häufiges Logo der Fünften Internationale

Die Bezeichnung Fünfte Internationale bezieht sich auf das von einigen Randgruppen der extremen Linken verschiedener Länder der Welt festgelegte Ziel, nach den Diktaten des Marxismus und Leninismus eine neue internationale Vereinigung von Arbeitern zu schaffen, hauptsächlich in den Jahren nach dem Zerfall der Sowjetunion.

## Geschichte
Die Erste Internationale, bekannt als Internationale Arbeiterassoziation (IAA), wurde 1864 in London gegründet.
Die Zweite Internationale wurde 1889 nach der Vertreibung der Anarchisten aus der Ersten Internationale gegründet und 1916 aufgelöst (sie war jedoch seit 1914 nicht mehr aktiv).
Die Dritte Internationale, die als Kommunistische Internationale oder Komintern Internationale bekannt ist, und 1919 von Lenin in Moskau gegründet wurde, unter erschwerten Bedingungen für den Beitritt der verschiedenen sozialistischen und sozialdemokratischen Parteien, angefangen von der Umbenennung in Kommunisten bis hin zur Vertreibung der reformistischen Vertreter (die berühmten „21 Leitsätze“), 1943 von Stalin während des Zweiten Weltkriegs aufgelöst.
Die Wiener Internationale oder Internationale Arbeitsgemeinschaft Sozialistischer Parteien (auch abwertend „Zweieinhalbte Internationale“ genannt, z. B. von Karl Radek), gegründet 1921 in Wien auf Initiative von Friedrich Adler, Karl Kautsky, Otto Bauer, Jean Longuet, Robert Grimm und anderen sozialistischen Vertretern.
Die Vierte Internationale, gegründet 1938 von Leo Trotzki, der die stalinistisch geführte Komintern der Sowjetunion als korrupt und unwiederbringlich ansah.
Die 1951 in Frankfurt gegründete Sozialistische Internationale vertritt die Weltunion der sozialdemokratisch inspirierten Arbeiterparteien.
Es gibt verschiedene weitere Gruppen.

## Verschiedenes
In der Literatur taucht die Idee beispielsweise in Werken von Jack King (The Fifth Internationale / Die Fünfte Internationale), Robert A. Heinlein (The Moon Is a Harsh Mistress / Revolte auf Luna und Solution Unsatisfactory / Lösung unbefriedigend) und Allen Ginsberg (Howl / Das Geheul) auf.